# أبو قمحة (قرية)
 أبو قمحة (أو بو قمحة ) هي إحدى القرى اللبنانية من قرى قضاء حاصبيا في محافظة النبطية. تقع على ارتفاع 750 م. عن سطح البحر، وعلى مسافة 115 كلم عن بيروت عبر حاصبيّا
في منطقة حاصبيّا قول مأثور : ” لا تدلّ ابن بو قمحة على درب سوق الخان” ، وذلك لوقوعها على طريق حاصبيّا ـ سوق الخان. يحتضنها من الشرق حرج حمى حاصبيّا، ويروي قسمها الأكبر نهر الحاصباني. زراعاتها : زيتون وسفرجل ورمّان وحنطة.
عدد أهاليها المسجّلين نحو 100 نسمة، من أصلهم 36 ناخبا. وقد عانت الكثير بسبب الاعتداءات الاسرائيليّة خاصّة في أواخر القرن العشرين، إذ ضمّت إلى ما سمّي بالحزام الأمنيّ، واستمرّت معاناتها حتّى تحررّت من الاحتلال الإسرائيلي في ربيع سنة 2000.

## تاريخ
يعود سبب تسميتها لهذا الاسم بحسب باحثين إلى رجل يتكنّى بأبي قمحة، بينما افترض آخرون أنّ الاسم يعود إلى شهرة القرية بزراعة القمح. ويذكر التقليد أنّ زمن نشوئها يعود إلى عهد الأمير فخر الدين الثاني (1572 ـ 1635). تفرعت منها عائلات مسيحيّة من نواحي جبل لبنان اتّبعت المذهب الأرثذوكسي، بالنظر لوجود كنيسة أرثذوكسيّة قديمة على اسم القدّيس جرجس تقع في محيط القرية، وعلى صخر بالقرب من الكنيسة ما يشبه رسم حافر الحصان محفور في الصخر، يعتبر التقليد أنّها” آثار أقدام” فرس مار جرجس.
كان موقع القرية قديما على تلّة مشرفة على نهر الحاصباني، لكنّ الأهالي نقلوا بيوتهم إلى المكان الحالي تبرّكا بالقدّيس جرجس.

## الأعياد
عيد مار جرجس في 6 أيّار.